# Microscapha mutabilis
Microscapha mutabilis es una especie de coleóptero de la familia Tetratomidae.

## Distribución geográfica
Habita en Papúa Nueva Guinea.